# Скупштина у Крагујевцу (1833)
Скупштина у Крагујевцу је одржана 23 — 25. јануара 1833.

## Народна скупштина 1833. године
Видећи да Порта оклева са предајом области које је требало да буду присаједињење Србији, Кнез Милош ce решио да y тим областима дигне буну па да их сам y име одржавања реда и мира заузме. Да би поново могао да учини притисак на Порту, и да би видео шта народ о томе мисли, Кнез Милош је за 23. јануар 1833. сазвао скупштину y Крагујевац. Скупштина је отворена Кнежевом беседом y којој је Кнез Милош изнео шта је све рађено по поменутим питањима до тога тренутка.
Негодовање скупштине било је велико, нарочито кад је Кнез Милош изнео прикупљене податке о злочинима и свирепствима која су y последње време извршили Турци y крајевима који је требало да буду присаједињени. Милош је отворено поставио питање: шта да ce ради ако ce та свирепства буду и даље догађала и ако Порта настави са отезањем предаје области. Тражио је да му скупштина даде своје писмено мишљење о томе, какво би држање требало заузети и шта би требало учинити.
На ово тражење Кнеза Милоша скупштинари су дали одговоре, било y групама по нахијама, било појединце.
Чланови Народног суда били су мишљења да ce области не заузимају и да ce чека решење Порте и Русије о њима, али само y томе случају амо Турци не би напали на побуњенике. Ако Турци насрну на те крајеве, треба их заштитити Оружјем.
Димитрије Давидовић, који је добро познавао ток преговора о народним пословима, предлагао је да ce области одмах заузму, јер је чекање некорионо.
Алекса Симић предлагао је да ce побуњеним крајевима само y томе случају пружи оружана помоћ ако смо сигурни да ниједно своје право нећемо изгубити.
Прота Матеја Ненадовић сматрао је да браћи треба притећи y помоћ само y случају ако смо сигурни да нећемо изгубити ниједну крваво стечену народну тековину, иначе не. Међутим, побуњенике треба за то време помоћи новцем, храном и муницијом и заузимањем код Порте и Русије.
Аврам Петронијевић, који ће само после неколико месеци бити примљен y аудијенцију код султана као „јелчија", дакле представник стране државе код султана, био је за скроз револуционарну политику. Побуњене крајеве треба просто заузети војском и топовима, a Порту ставити пред свршен чин. Ако би ce Турска усудила да интервенише војском, треба ce одупрети и изазвати буну y околним пашалуцима y којима живе Срби.
Кнез Милош сложио ce са мишљењем већине, т.ј. да ce не треба замерати ни Русији ни Порти превременим заузимањем предела. Но да би ce ток послова убрзао, предложио je cкупштини да из своје средине изабере два депутата који ће отпутовати y Цариград да Порти предају мемоар о страшном стању y отргнутим областима и траже њихово брзо и потпуно присаједињење Србији.